# The Woman Disputed
The Woman Disputed is een Amerikaanse dramafilm uit 1928 onder regie van Henry King en Sam Taylor. De film werd destijds in Nederland uitgebracht onder de titel Haar grootste offer.

## Verhaal
Het weesmeisje Mary Ann Wagner wordt geadopteerd door twee officieren. Als haar dorp door de Russen wordt aangevallen, staat haar leven helemaal op stelten. Ze geeft toe aan de lichamelijke verlangens van een van de officieren.

## Rolverdeling
| Acteur                 | Personage       |
| ---------------------- | --------------- |
| Norma Talmadge         | Mary Ann Wagner |
| Gilbert Roland         | Paul Hartman    |
| Arnold Kent            | Nika Turgenov   |
| Boris de Fast          | Voorbijganger   |
| Michael Vavitch        | Pastoor Roche   |
| Gustav von Seyffertitz | Otto Krueger    |
| Gladys Brockwell       | Gravin          |
| Nicholas Soussanin     | Graaf           |